# Cyanochen cyanoptera
L'oca aliazzurre (Cyanochen cyanoptera (Rüppell, 1845)) è un uccello della famiglia degli Anatidi, endemica dell'Etiopia. È l'unica specie nota del genere Cyanochen.